# Djurgården Hockey 1970/1971
Djurgården spelade i Division 1 Norra där man kom på en femteplats. Vilket ledde till att man fick spela Norra kvalificeringsserien, där man vann serien.

## Resultat
-Division 1 Norra
- 15/10	Timrå IK (b)	3 - 5 (2 - 3, 0 - 1, 1 - 1)
- 18/10	Brynäs IF (h)	0 - 7 (0 - 3, 0 - 2, 0 - 2)
- 22/10	Södertälje SK (h)	4 - 1 (2 - 0, 0 - 1, 2 - 0)
- 25/10	Skellefteå AIK (b)	6 - 3 (3 - 2, 3 - 1, 0 - 0)
- 29/10	MODO Hockey (b)	2 - 1 (0 - 0, 0 - 1, 2 - 0)
- 1/11	Heffners/Ortvikens IF (h)	7 - 1 (3 - 0, 3 - 1, 1 - 0)
- 5/11	IFK/SSK (b)	4 - 7 (1 - 2, 3 - 3, 0 - 2)
- 8/11	IFK/SSK (h)	4 - 1 (2 - 0, 2 - 0, 0 - 1)
- 12/11	MODO Hockey (h)	2 - 2 (0 - 1, 1 - 1, 1 - 0)
- 15/11	Heffners/Ortvikens IF (b)	3 - 3 (2 - 0, 0 - 2, 1 - 1)
- 19/11	Södertälje SK (b)	2 - 5 (2 - 3, 0 - 1, 0 - 1)
- 22/11	Skellefteå AIK (h)	8 - 3 (3 - 2, 3 - 1, 2 - 0)
- 25/11	Timrå IK (h)	4 - 4 (2 - 2, 2 - 1, 0 - 1)
- 29/11	Brynäs IF (b)	5 - 6 (2 - 1, 1 - 1, 2 - 4)

- Norra kvalificeringsserien
- 17/1	IFK/SSK (h)	1 - 5 (1 - 2, 0 - 0, 0 - 3)
- 24/1	Heffners/Ortvikens IF (b)	6 - 1 (1 - 0, 1 - 0, 4 - 1)
- 31/1	Skellefteå AIK (h)	6 - 1 (0 - 0, 4 - 1, 2 - 0)
- 7/2	Skellefteå AIK (b)	2 - 1 (0 - 0, 0 - 1, 2 - 0)
- 14/2	IFK/SSK (b)	5 - 1 (4 - 1, 0 - 0, 1 - 0)
- 21/2	Heffners/Ortvikens IF (h)	7 - 3 (2 - 0, 3 - 2, 2 - 1)